# (478) Tergeste
(478) Tergeste és l'asteroide número 478, que es troba al cinturó d'asteroides. Fou descobert per l'astrònom Luigi Carnera des de l'Observatori de Heidelberg-Königstuhl, el 21 de setembre del 1901.